# Боталы (Кировская область)
Боталы — деревня в Сунском районе Кировской области в составе  Большевистского сельского поселения.

## География
Находится на расстоянии примерно 16 км по прямой на север от районного центра поселка  Суна.

## История
Известна с 1764 года как Займище  Соловьевское 42 монастырскими крестьянами (Успенского Трифонова монастыря). В 1873 году учтено было дворов 13 и жителей 95, в 1905 17 и 85, в 1926 16 и 74, в 1950 19 и 70. В 1989 году не оставалось постоянных жителей.

## Население
Постоянное население  составляло 2 человека (русские 100%) в 2002 году, 2 в 2010.